# Ichneumon leucorrhous
Ichneumon leucorrhous är en stekelart som beskrevs av Gmelin 1790. Ichneumon leucorrhous ingår i släktet Ichneumon och familjen brokparasitsteklar. Inga underarter finns listade i Catalogue of Life.